# Cecilia Narova
 (août 2014).
Si vous disposez d'ouvrages ou d'articles de référence ou si vous connaissez des sites web de qualité traitant du thème abordé ici, merci de compléter l'article en donnant les références utiles à sa vérifiabilité et en les liant à la section « Notes et références ».
Cécilia Narova est une actrice et danseuse de tango argentine, née le 13 décembre 1960. Elle a notamment joué le rôle de Laura Fuentes dans le film Tango de Carlos Saura.